# Mike Rockenfeller
Michael Rockenfeller (dit Mike Rockenfeller) est un pilote automobile allemand, né le 31 octobre 1983 à Neuwied en Allemagne. Il est notamment sacré champion de DTM en 2013.

## Carrière

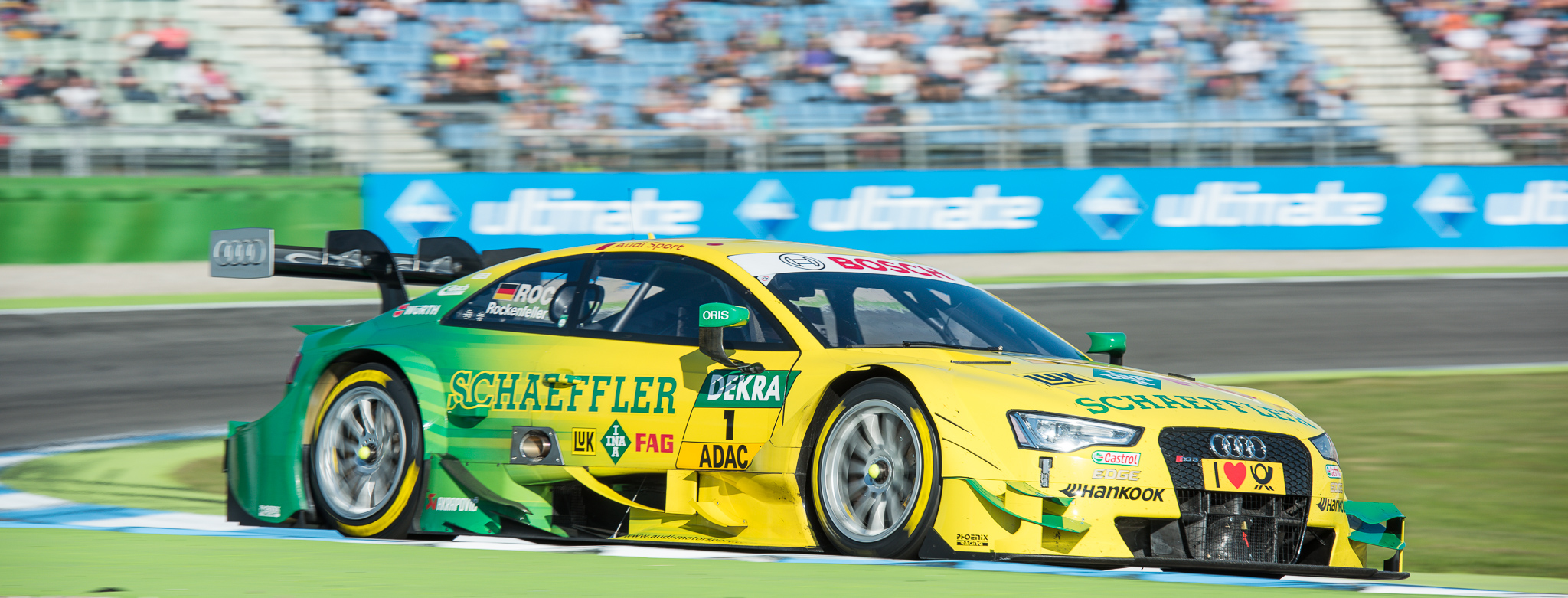
Mike Rockenfeller, DTM 2014 - Hockenheimring

- 1993-2000 - Karting et divers courses nationales
- 2001 - Formule Koenig, il finit quatrième du championnat avec une victoire
- 2002 - Carrera Cup (Junior Team), 10e place
- 2003 - Carrera Cup (Junior Team), second du championnat avec une victoire
- 2004 - Champion de Porsche Carrera Cup Allemagne (5 victoires), second aux 24 Heures de Daytona et troisième au championnat GrandAm Rolex Series
- 2005 - Champion FIA GT2 avec Marc Lieb et le Gruppe M Racing, victoire de classe aux 24 Heures de Spa et victoire de classe (toujours en GT2) aux 24 Heures du Mans - Pilote usine Porsche
- 2006 - American Le Mans Series (GT2 sur Porsche, quatre podiums dont une victoire) et GrandAm Rolex Series (huit podiums et deux victoires) - Vainqueur des 24 Heures du Nürburgring sur la Porsche du Manthey Racing
- 2007 - Transféré chez Audi pour courir en DTM avec le Audi Sport Team Rosberg et aux 24 Heures du Mans sur une Audi R10 TDI à moteur diesel, accompagné de Lucas Luhr et Alexandre Prémat.
- 2008 - Court en DTM et en Le Mans Series avec Audi. Quatrième aux 24 Heures du Mans 2008 avec Alexandre Prémat et Lucas Luhr sur la Audi R10 no 3.
- 2009 - Court en DTM avec Audi. Abandon aux 24 Heures du Mans 2009 avec Marco Werner et Lucas Luhr sur la Audi R10 no 2.
- 2010 - Court en DTM avec Audi. Vainqueur des 24 Heures du Mans 2010 avec Romain Dumas et Timo Bernhard sur la Audi R15 no 9. Vainqueur des 24 Heures de Daytona avec Action Express Racing.
- 2011 - Court en DTM avec Audi Sport Team Abt Sportsline (première victoire à Zandvoort). Abandon aux 24 Heures du Mans 2011 à la suite d'un accident alors qu'il était au volant de la Audi R18 no 1.
- 2012 - Court en DTM avec Audi Sport Team Abt Sportsline (Audi A5 DTM) ainsi qu'en Endurance pour le Audi Sport North America (en). Ce double programme l'empêche notamment de prendre part aux 6h de Spa-Francorchamps ainsi qu'à la journée-test des 24 Heures du Mans pour cause de course en DTM. L'équipage qu'il forme avec les rookies Oliver Jarvis et Marco Bonanomi montera sur la 3° marche du podium, avec l'Audi R18 Ultra derrière les deux intouchables Audi R18 e-tron quattro.

## Divers
- Son circuit favori est Spa-Francorchamps.
- Lors des 24 Heures du Mans 2007, Mike a perdu le contrôle de son Audi R10 TDI au virage du Tertre Rouge et violemment heurté le rail de sécurité. Malgré un train arrière totalement détruit, il tentera pendant près d'une heure de repartir, en vain.
- Lors des 24 Heures du Mans 2011, Rocky a subi un violent crash à très haute vitesse en tentant de doubler un retardataire entre le virage de Mulsanne et d'Indianapolis, mais a pu s'extraire de lui-même avant l'embrasement de son prototype. Il s'en sort avec quelques égratignures et coupures. Tom Kristensen, pilote Audi en Endurance, ex-pilote DTM et recordman du nombre de victoires aux 24h du Mans, assura son intérim en DTM lors de sa convalescence.
- Il soutient l'équipe de football du FC Cologne.
- On le surnomme fréquemment « Rocky ».

## Résultats aux 24 Heures du Mans

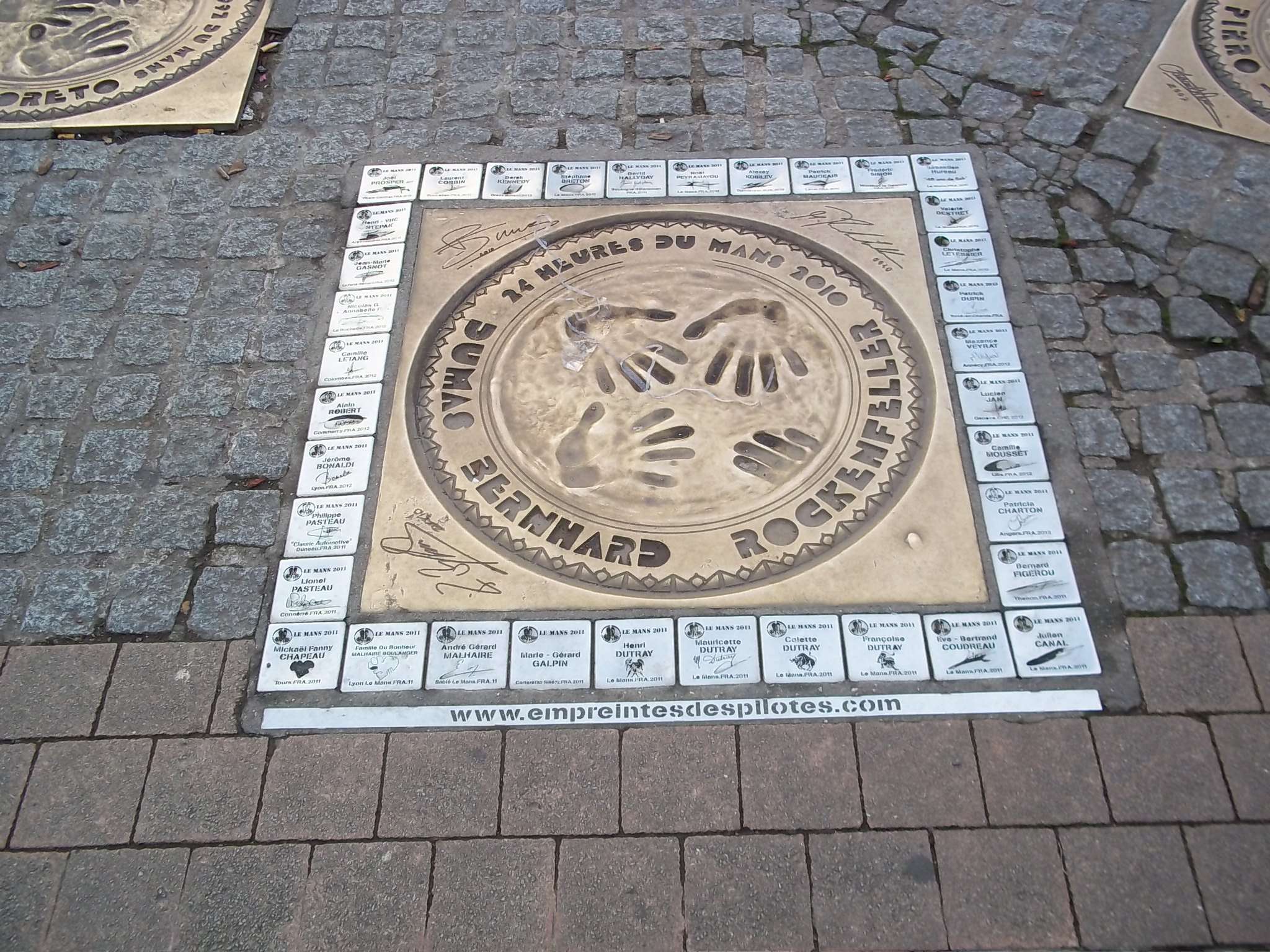
Empreintes des vainqueurs des 24 heures 2010 - Walk of fame - Le Mans

| Année | Voiture                   | Équipe                   | Équipiers                        | Résultat                            |
| ----- | ------------------------- | ------------------------ | -------------------------------- | ----------------------------------- |
| 2004  | Porsche 911 GT3 RS (996)  | BAM Racing               | Leo Hindery Jr. (en) / Marc Lieb | Abandon                             |
| 2005  | Porsche 911 GT3 RSR (996) | Alex Job Racing          | Leo Hindery Jr. (en) / Marc Lieb | 10e (Vainqueur de la catégorie GT2) |
| 2007  | Audi R10 TDI              | Audi Sport Team Joest    | Lucas Luhr / Alexandre Prémat    | Abandon                             |
| 2008  | Audi R10 TDI              | Audi Sport Team Joest    | Lucas Luhr / Alexandre Prémat    | 4e                                  |
| 2009  | Audi R15 TDI              | Audi Sport North America | Lucas Luhr / Marco Werner        | Abandon                             |
| 2010  | Audi R15+ TDI             | Audi Sport North America | Timo Bernhard / Romain Dumas     | Vainqueur                           |
| 2011  | Audi R18 TDI              | Audi Sport Team Joest    | Timo Bernhard / Romain Dumas     | Abandon                             |
| 2012  | Audi R18 Ultra            | Audi Sport North America | Oliver Jarvis / Marco Bonanomi   | 3e                                  |
| 2018  | Chevrolet Corvette C7.R   | Corvette Racing - GM     | Jan Magnussen / Antonio García   | 18e                                 |
| 2019  | Chevrolet Corvette C7.R   | Corvette Racing - GM     | Jan Magnussen / Antonio García   | 28e                                 |

## Résultats en DTM
| Année | Voiture        | Équipe                         | Courses disputés | Victoires | Pole positions | Podiums | Records du tour | Points inscrits | Classement |
| ----- | -------------- | ------------------------------ | ---------------- | --------- | -------------- | ------- | --------------- | --------------- | ---------- |
| 2007  | Audi A4 DTM 06 | Team Rosberg                   | 10               | 0         | 0              | 1       | 0               | 11              | 12e        |
| 2008  | Audi A4 DTM 07 | Team Rosberg                   | 11               | 0         | 0              | 0       | 0               | 6               | 11e        |
| 2009  | Audi A4 DTM 08 | Team Rosberg                   | 10               | 0         | 0              | 0       | 0               | 4               | 14e        |
| 2010  | Audi A4 DTM 08 | Team Phoenix                   | 11               | 0         | 0              | 1       | 1               | 22              | 7e         |
| 2011  | Audi A4 DTM 09 | Audi Sport Team Abt Sportsline | 9                | 1         | 1              | 2       | 1               | 31              | 6e         |
| 2012  | Audi A5 DTM    | Phoenix Racing                 | 5                | 0         | 0              | 1       | 0               | 85              | 4e         |
| 2013  | Audi RS5 DTM   | Phoenix Racing                 | 10               | 2         | 2              | 5       | 1               | 142             | Vainqueur  |
| 2014  | Audi RS5 DTM   | Phoenix Racing                 | 10               | 0         | 1              | 3       | 1               | 72              | 3e         |

## Palmarès
- Champion du FIA GT catégorie GT2 2005
- Vainqueur des 24 Heures de Spa catégorie GT2 2005
- Vainqueur des 24 Heures du Mans catégorie GT2 2005
- Vainqueur des 24 Heures du Nürburgring 2006
- Vainqueur des 24 Heures de Daytona 2010
- Vainqueur des 24 Heures du Mans 2010
- Champion de DTM en 2013